# Tir amb arc als Jocs Mediterranis de 2018
La competició de tir amb arc dels Jocs del Mediterrani de 2018 de Tarragona es va celebrar entre el 22 i el 24 de juny a l'Estadi d'Atletisme de Campclar a l'Anella Mediterrània de Tarragona. La primera aparició d'aquest esport en els Jocs del Mediterrani va ser a Esmirna 1971 a Turquia.
La competició es va centrar en quatre categories, dues masculines (individual i equips) i dues femenines (individual i equips).

## Medaller per categoria
| Categoria  | Or                                                             | Plata                                                  | Bronze                                                     |
| Homes      |                                                                |                                                        |                                                            |
| Individual | Mete Gazoz                                                     | Gasper Strajhar                                        | Pablo Acha                                                 |
| Equips     | França · Romain Fichet · Mathieu Jimenez · Thomas Koenig       | Eslovènia · Den Habjan · Rok Bizjak · Gasper Strajhar  | Espanya · Pablo Acha · Antonio Fernández · Miguel Alvarino |
| Dones      |                                                                |                                                        |                                                            |
| Individual | Lucilla Boari                                                  | Mónica Galisteo                                        | Aybuke Aktuna                                              |
| Equips     | França · Angeline Cohendet · Berangere Rogazy · Marion Bardary | Espanya · Nerea López · Mónica Galisteo · Alicia Marín | Turquia · Aybuke Aktuna · Yasemin Anagoz · Gulaz Coskun    |

## Medaller per país
| Posició | País      | Or | Plata | Bronze | Total |
| 1       | França    | 2  | -     | -      | 2     |
| 2       | Turquia   | 1  | -     | 2      | 3     |
| 3       | Itàlia    | 1  | -     | -      | 1     |
| 4       | Espanya   | -  | 2     | 2      | 4     |
| 5       | Eslovènia | -  | 2     | -      | 2     |
| Total   | Total     | 4  | 4     | 4      | 12    |